# A. R. Penck
Pour les articles homonymes, voir Penck.
A. R. Penck, pseudonyme de Ralf Winkler, est un peintre, graveur et sculpteur allemand né le 5 octobre 1939 à Dresde (Allemagne) et mort le 2 mai 2017 à Zurich (Suisse).

## Biographie
De 1953 à 1954, Ralph Winkler suit un enseignement artistique avec Juergen Böttcher.
De 1955 à 1956, il est dessinateur à l'agence de publicité du KPD, la Deutsche Werbe- und Anzeigengesellschaft (de) (DEWAG).
Après 1956, il postule quatre fois sans succès à la Hochschule für Bildende Künste (École supérieure des beaux-arts) de Dresde et à la Hochschule für Bildende und Angewandte Künste (École supérieure d'arts) de Berlin-Est.
Certes, il n'affirme pas qu'il a été refusé à cause de son attitude politique, cependant son talent a été trouvé insuffisant. Comme il se trouve, de ce fait, dans l'impossibilité d'enseigner, il travaille comme conducteur de chaudières, veilleur de nuit, facteur et autres petits emplois.
En 1966, Winkler est candidat à la Verband bildender Künstler (Fédération des jeunes artistes), sous le nom d'emprunt A.R. Penck.
À partir de 1969, il a de plus en plus de problèmes avec la Stasi : ses dessins sont censurés et saisis, son affiliation à la Verein bildender Künstler (VBK), la société d'artistes, est refusée.
En 1971, Penck fonde le groupe Lücke (« vide »), avec Wolfgang Opitz et Steffen Kuhnert (Terk), que rejoindront Peter Herrmann et Harald Gallasch.
À partir de 1973, Ralph Winkler travaille sous les pseudonymes « Mike Hammer » et « T.M. » (ou TM). Après son service militaire, en 1974, puis le prix Will-Grohmann attribué en 1975 par l'Akademie der Künste (Académie des arts de Berlin-Ouest), la Stasi ne lui laisse que peu de répit.
Après 1977, la douane saisit les peintures de Ralph Winkler — qui étaient signées par un Y depuis 1976.
En mai 1979, des travaux et des notes de A.R. Penck sont détruits dans l'effondrement de son atelier, de sorte que le passage à l'Ouest devient inévitable : il émigre le 3 août 1980 après l'obtention d'un visa et va s'installer et vivre à Kerpen près de Cologne.
En 1981, l'Institut Goethe lui attribue le prix Rembrandt à Bâle. En 1983, il visite Israël et déménage à Londres.
Il obtient, en 1985, le prix des arts de la ville d'Aix-la-Chapelle.
En 1988, il est nommé professeur de peinture à la Académie des beaux-arts de Düsseldorf.
Dans les années 1980, Penck est considéré comme faisant partie des Nouveaux Fauves.

## Œuvres
Dans sa peinture, Penck se sert principalement de lignes, de symboles graphiques qui rappellent la peinture rupestre, les calligraphies asiatiques et les graffitis. C'est dans les années 1970 que Penck a élaboré son style. Ce style primitif s'appuie sur un jeu complexe de symboles : symboles, chiffres, lettres et motifs se combinent pour renvoyer à une lecture à jamais incomplète et indéchiffrable. De cette façon, avec des peintures simples et « archaïques », Penck donne une indication permettant à chaque spectateur de comprendre les peintures de sa propre façon — comme avec Verkehrsschilder ou Warenzeichen. L'aspect mystérieux et codé de son œuvre peut être associé à la clandestinité dans laquelle Penck dut vivre.
La stylisation des figures rappellent également des scènes primitives, et s'inspirent de souvenirs de paysages incendiés durant l'enfance de l'artiste.

## Expositions
- 2008 : rétrospective A.R. Penck Peinture-Système-Monde au musée d'Art moderne de la ville de Paris du 14 février au 11 mai[5].
- 2011 : Entre feu et glace, galerie Jérôme de Noirmont, Paris[6].
- 2014 : « Peintures et sculptures des années 80 », avec Markus Lüpertz, galerie Lelong, Paris[7].
- 2017 : exposition à la Fondation Maeght, Saint-Paul-de-Vence.

## Collections publiques
Allemagne
- Augsbourg, Kunstmuseum Walter (de)[8].
- Cologne, Museum Ludwig :
  - Ohne Titel (Freundesgruppe), 1964-1965 ;
  - Grosses Weltbild, 1965 ;
  - Ein mögliches system', 1965 ;
  - Ich in Deutschland (West), 1984 ;
  - Ich-Selbsbewusstsein, 1987, bronze ;
  - The spirit of Europe, 1987, bois de peuplier.

Grèce
- Athènes, musée d'Art contemporain Goulandrís : Der rote Fisch, 1982, acrylique sur toile, (200 × 300 cm[9].

Suisse
- Zürich, Migros Museum für Gegenwartskunst (de)[10].

## Filmographie
- 1965 : Nés en 45 (Jahrgang 45)  de Jürgen Böttcher